# 戴超 (1888年)
戴超（1888年—1963年），字志骞。中国教育人物。

## 生平
生于江苏青浦（今上海市青浦区）朱家角镇，曾就读于上海圣约翰大学、纽约州立图书馆专科学校、爱荷华大学，曾任清华学校图书馆主任、馆长，南京国立中央大学图书馆馆长、国立中央大学副校长等。
1963年于阿根廷布宜诺斯艾利斯逝世。